# اوربینو
اوربینو (به ایتالیایی: Urbino)  شهری تاریخی در ناحیه مارکه ایتالیا، در جنوب غربی پزارو است. امروزه از نظر جذب توریست برای بناهای دیدنی دوره رنسانس خود و همچنین وجود دانشگاهی قدیمی به نام دانشگاه اوربینو (تأسیس ۱۵۰۶) اهمیت دارد.
این دانشگاه از دانشگاه اوربانو، که در سال 1506 تأسیس شد، میزبانی می کند و محل اسقف اعظم اوربانو است. قطعه معماری مشهور آن، پلازا دوکال است که توسط لوسیانو لورنا بازسازی شده است.